# Basketbol'nyj klub Odessa
Il B.K. Odesa (in ucraino Баскетбольний клуб Одеса?), è una società cestistica, avente sede ad Odessa, in Ucraina. Fondata nel 1992 come Bipa-Moda Odessa, nel 1999 cambiò nome in MBK Odesa, per assumere la denominazione attuale nel 2006. Gioca nel campionato ucraino.
Disputa le partite interne nel Palazzo dello Sport, che ha una capacità di 3 500 spettatori.

## Palmarès
- Campionato ucraino: 4

1997-98, 1998-99, 2000-01, 2001-02
- Coppa d'Ucraina: 2

1993, 2001